# Дёмкин, Николай Борисович
Дёмкин Никола́й Бори́сович (9.4.1926, Рязань — 27.9.2010, Тверь) — советский и российский физик, доктор технических наук, профессор, создатель научной школы трибологии в Тверском государственном техническом университете, заслуженный деятель науки и техники РСФСР, участник Великой Отечественной войны.

## Биография
Окончил Рязанский педагогический институт с отличием.
В 1954 году он поступил в аспирантуру Института машиноведения АН СССР, защитил кандидатскую диссертацию.
С 1962 года в Калининском торфяном институте, ныне Тверском государственном техническом университете(ТГТУ).
С 1965 по 1995 год заведующий кафедрой физики машиностроительного факультета ТГТУ, с 1995 по 2010 год профессор той же кафедры.
В 1969 году защитил докторскую диссертацию «Экспериментальное и теоретическое исследование контактирования шероховатых поверхностей применительно к проблемам внешнего трения» в Киевском институте инженеров гражданской авиации.
Член Американского инженерного общества, Российского национального комитета по трибологии, Межведомственного научного совета по трибологии,
член редколлегии международного журнала «Трение и износ», журнала «Трение, износ и смазка» (издательство «Машиностроение»).
Под его руководством подготовлено 4 доктора наук и 38 кандидатов наук.

## Публикации
Автор более 400 науч. работ, в том числе 6 монографий, 3 учебника по трибологии. Научные труды опубликованы в Германии, США, Японии, Англии, Италии, Китае.
- Крагельский И. В., Дёмкин Н. Б. Определение фактической площади касания шероховатых поверхностей // В сб. «Трение и износ в машинах». — М.: Изд-во АН СССР, 1960. — С. 37—62..
- Демкин Н. Б. Фактическая площадь касания твердых поверхностей. — М.: Изд-во АН СССР, 1962. — 112 с..
- Воларович М. П., Демкин Н. Б., Беркович И. И. Изучение контакта торфяного брикета с твердой поверхностью расчетным и экспериментальными методами. — Калинин: Труды КПИ, 1968. — С. 214—224..
- Демкин Н. Б. Контактирование шероховатых поверхностей. — М.: Наука, 1970. — 228 с..
- Физические основы трения и износа машин : Учеб. пособие / Н. Б. Демкин. — Тверь: КГУ, 1981. — 115 с..
- Н. Б. Демкин, Э. В. Рыжов. Качество поверхности и контакт деталей машин. — М.: Машиностроение, 1981. — 244 с..

## Награды
- Орден Отечественной войны II степени[6]
- Заслуженный деятель науки и техники РСФСР